# 庆源站
庆源站（韓語：경원역）是朝鮮民主主義人民共和國咸镜北道慶源郡的一個鐵路車站，属于咸北线。

## 邻近车站
咸北线
下面站 - 庆源站 - 农圃站